# Lipophaga trispinosa
Espèce
Lipophaga trispinosa est une espèce de solifuges de la famille des Gylippidae.

## Distribution
Cette espèce est endémique d'Afrique du Sud.

## Description
Le mâle décrit par Roewer en 1933 mesure 15,5 mm et la femelle 20,5 mm.

## Publication originale
- Purcell, 1903 : Descriptions of new genera and species of South Africa. Annals of the South African Museum, vol. 3, no 1, p. 1-12 (texte intégral).